# داقية
داقية (باللاتينية: Dacia) هي منطقة قديمة موجودة شرق أوروبا وهي موجودة مع رومانيا الحالية. كانت مملكة مستقلة لفترة من الزمن قبل أن تغزوها روما وتضمها لإمبراطوريتها وتجعلها ولاية حتى مجيء القوط.

## الموقع
تحدها شمالا جبال الكارباثيان وجنوبا نهر الدانوب وفي الغرب منطقة ثيس ومن الشرق نهر دنيستير وهي بهذا تتماثل مع رومانيا الحالية، سكانها ينتمون للعرق الثراقي ويسمون في الكتابات الأولى أودوك، كذلك عرفوا باسم غيتاي من قبل الإغريق والرومان.

## شعب داقية
كان الداتشيون على درجة من الحضارة عندما عرف بهم الرومان، وآمنوا بخلود الروح وأن الموت هو تغير في الحياة. الكاهن الأكبر كانت له مكانة كبيرة بين الناس كممثل للآلهة على الأرض وكان كبير مستشاري الملك وقراراته كانت تعتبر نهائية. وكان الشعب مقسما لطبقتين وهما طبقة الأرستقراطيين والعمال والأولى كان لديها الحق فقط بتغطية رؤوسها وارتدوا قبعات من القماش، والثانية والتي شكلت جموع الجيش والفلاحين والحرفيين وكانوا يطيلون شعورهم وكانوا يسكنون في أكواخ خشبية تحيط بها أسيجة، ولكن مع تأثرهم بفن العمارة الروماني بنوا حصون مسورة وأبراج حجرية مخروطية. واشتغلوا بالذهب والفضة من مناجم ترانسيلفانيا واهتموا بالتجارة ويظهر هذا من كثرة العملات النقدية في أرضهم.

## مملكة داقية

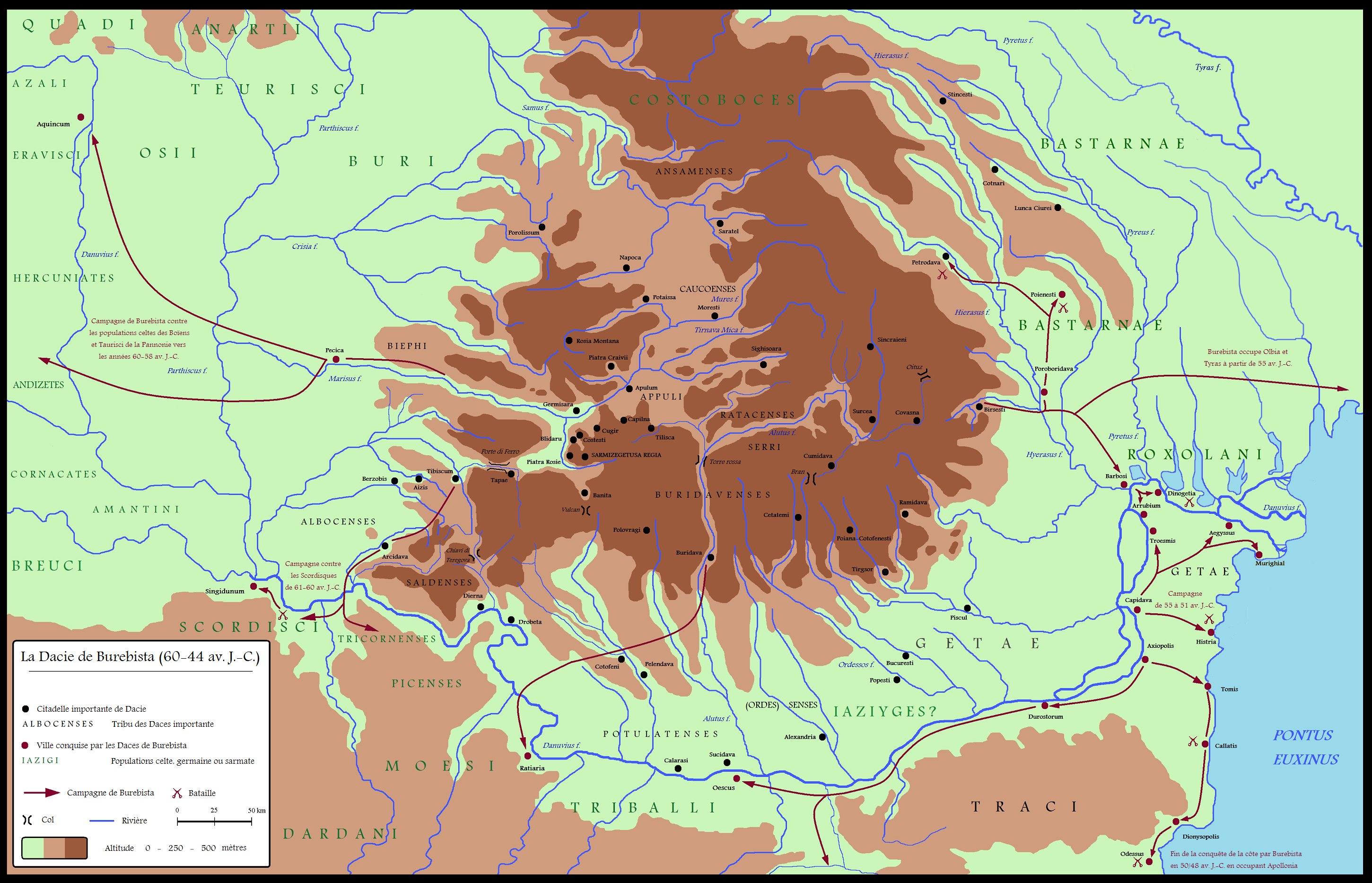
مملكة داتشيان حوالي 60-44 قبل الميلاد في عهد بوريبيستا (حكم 82-44 قبل الميلاد)، بما في ذلك الحملات العسكرية لملك داتشيان

مملكة داقية كانت موجودة على الأقل في بداية القرن الثاني قبل الميلاد، تحت حكم الملك أورولس، كانت النزاعات بينهم وبين الباستارنيين وكذلك مع الرومان (أعوام 112 إلى 109 و74 ق م) الذين حاربوهم بأن ساندوا السكورديسكيين والداردانيين، قد أضعفت موارد الداقيين، وتحت حكم بوريبيستا (وهو معاصر لقيصر) تم تنظيم الجيش ارتفعت الأخلاق بين الناس وزادت مساحة الدولة، فقد تم احتلال أرض الباستارنيين والبويين وحتى المدن الإغريقية على ساحل البحر الأسود مثل أولبيا وأبولونيا وقعت تحت يده.
كان يظهر أن الداقيين كانوا قوة كبيرة، فنظم يوليوس قيصر حملة ضدهم لكنها لم تتم بعد اغتياله. وفي ذات الوقت قتل بوريبستا وقسمت المملكة إلى أربعة أو خمسة أقسام تحت حكم ملوك منفصلين، وأحد هؤلاء الحكام هو كوتيسو الذي يقال أن أغسطس أراد تزوج ابنته وخطب أغسطس ابنته يوليا ذات السنوات الخمس إليه. وهو معروف من جملة في كتاب الأغاني لهوراس «جيش كوتيسو الداقي انهار» (باللاتينية: Occidit Daci Cotisonis agmen) وقد كتب في 1 مارس 29 ق م وقد يدل في الغالب على حملة كراسوس (30 – 28 ق م) وليس عن كورنيليوس لينتولوس الذي لم يصبح قنصلا حتى عام 18 ق م.
الداكيون مذكورون في كتابات عهد أغسطس الذي أجبرهم على أن يقبلوا روما كقوة عظمى، لكنهم لم يخضعوا لهم. وذكر أنتهم انتهزوا الفرص التي أتيحت لهم ليعبروا نهر الدانوب المتجمد ويجتاحوا إقليم مويسيا، وبدؤوا يخوضون حروبا مع الرومان من عام 85 إلى 89 م خلال حكم دوراس أو ديوربانيوس وحكم ديكيبالوس الذي حكم من عام 86 أو 87 إلى عام 107. وبعد عدة هجمات عكسية كانت نتيجتها قاسية على الرومان تمكن الأخيرون من أخذ الأفضلية بقيادة تيتيوس يوليانوس، لكنهم عقدوا معاهدة سلام بعد هزيمة دوميتيان على يد قبائل ماركوماني الجرمانية. أعاد ديكيبالوس الأسلحة التي أخذها وبعض السجناء وأخذ التاج من يد دوميتيان، وهو اعتراف صريح بسلطة روما، لكن الداكيين ظلوا مستقلين حيث تظهر الوقائع أن دوميتيان وافق على شراء الحصانة من أي غارات داكية أخرى عن طريق دفع جزية سنوية.
ولكي يضع حدا لهذه الاتفاقية المهينة، فكر تراجان بسحق الداكيين لمرة واحدة وإلى الأبد. وكانت النتيجة في حملته الأولى (101 – 102) احتلال العاصمة الداكية سارمازيغيثوسا (فارهيلي) والدولة التي أعلنت استسلامها، وفي الحملة الثانية قهرت المملكة كلها وحولت لمحافظة رومانية وانتحر ديكيبالوس. وتاريخ الحرب مكتوب في أعمال كاسيوس ديو، لكن أفضل ما يخلد ذكرى الحرب هو عمود ترايان.

## داقية الرومانية
وفقا لماركوارت فقد كانت حدود الإقليم هي نهر تيبيسكوس (تيميس) في الغرب، والجبال الكارباثية في الشمال، والدانوب في الجنوب، ولكن برانديس يرى أنها لم تمتد شرقا أكثر من نهر أولت (ألوتا)، ولم تبتعد أكثر من ثيس غربا، وبهذا فحدودها تقع بين ترانسلفانيا ووالاخيا الصغرى، وكانت تحت إمرة حاكم من الرتبة البرايتورية، والفيلق الثالث عشر مع العديد من القوات الإضافية التي كانت لديها قواعدها في الإقليم.
وللتعويض عن الأضرار التي حدثت بسبب الحروب، تم إرسال المستوطنون ليزرعوا الأرض ويعملوا في المناجم، وعاد السكان القدماء بشكل تدريجي، وبنيت الحصون للحماية من الهجمات التي يشنها البرابرة المحيطون بهم، وبنيت ثلاث طرق عسكرية لتربط المدن الرئيسية، بينما سمي الرابع على تراجان وامتد عبر الكارباثيان ودخل ترانسيلفانيا من معبر روتيتوم. أما البلدتان الرئيسيتان كانتا سارمازيغيثوسا (والتي سميت لاحقا أولبيا تراجانيا) وأبولوم (وأصبحت في العصور الحديثة كارلزبرغ أو ألبا يوليا)، وتبنى الداقيون أيضا لغة ودين الفاتحين، واللغة الرومانية الحديثة هي من جماعة اللغات اللاتينية.
في عام 129 قام هادريان بتقسيم المحافظة إلى داكيا إنفريور وسوبريور، والأولى تمثل ترانسيلفانيا والأخيرة تمثل والاخيا الصغري، تحت إدارة وكيلين ويظهر أن الإقليمين كانا تحت حكم النائب البرايتوري نفسه (وفقا لبرانديس فقد كان وكيل داكيا إنفريور مستقلا)، وأعاد ماركوس أوريليوس تقسيم الإقليم إلى ثلاثة أقسام (tres Daciae) وهي البوروليسينسيس من المدينة الرئيسية بوروليسوم (قرب مويراد) وإقليم أبولينسيس من أبولوم وإقليم مالوينسيس (موقعه غير معروف). وكانت الأقاليم الثلاثة قد شكلت وحدة إدارية فكانت لديها العاصمة التقليدية وهي سارميزيغيثوسا ومجلس تشريعي ناقش الأمور الإقليمية صاغ القوانين وعدل رجعية الضرائب، ولكن بشكل عام كانوا أقاليم مستقلة تحت حكم وكيل يتبعون حاكما من رتبة القناصل.
كانت قبضة روما على الإقليم غير ثابتة، وكان هادريان واعيا بصعوبة الاحتفاظ تلك الأرض واعتزم أن يهجرها ولكنه انثنى عن عزمه هذا عندما وضع في الاعتبار سلامة العديدين من المستوطنين الرومان، وفي حكم غالينوس عام 256 قام القوط بعبور جبال الكارباثيان وطردوا الرومان من داكيا استثناء بضع مواقع محصنة بين أنهار تيميس والدانوب، ولم تسجل أي تفاصيل عن الأحداث، وكانت الشهادة الرئيسية في هذا هي للمؤرخ روفوس (أو روفيوس) فيستوس أن داقية فقدت تحت حكم الإمبراطور غالينوس وكان هذا بتوقف السجلات وسك النقود في المنطقة بعد عام 256.
سحب أورليانوس (270 – 275) كل قواته ووطن المستوطنين الرومان جنوب الدانوب في مويسيا حيث أوجد الإقليم داكيا اورلياني، وقسم الإقليم إلى داكيا ريبينسيس على الدانوب وعاصمتها راتياريا (وهي الآن أركار في البوسنة)، وداكيا ميديترانيا وعاصمتها سارديكا (وهي الآن صوفيا عاصمة بلغاريا)، والأخير قسم إلى داردانيا وداكيا ميديترانيا.